# Per Fritjof Persson
Per Fritjof Persson, född 7 maj 1934 i Byske församling, är en svensk författare. Han debuterade med Kralaland 1961.

## Priser och utmärkelser
- 1973 – Rörlingstipendiet